# Semiluki
Semiluki - Семилуки (rus) - és una ciutat de l'óblast de Vorónej, a Rússia.

## Història
Semiluki es desenvolupà a partir del 1894 al voltant d'una estació de tren. El 1929 s'hi construí una fàbrica de materials inflamables. El 1931 Semiluki esdevingué el centre administratiu del raion i accedí l'any següent a l'estatus de vila urbana. Durant la Segona Guerra Mundial Semiluki fou ocupada per l'Alemanya nazi del juliol del 1942 al 25 de gener del 1943, i destruïda al 90% durant la guerra. Finalment aconseguí l'estatus de ciutat el 1954.